# 2. Badminton-Bundesliga 2007/08
Die 2. Badminton-Bundesliga 2007/08 als zweithöchste deutsche Spielklasse in der Sportart Badminton war in zwei Staffeln unterteilt (Nord und Süd), in der jeweils acht Teams gegeneinander antraten. In die 1. Bundesliga stieg der BV Gifhorn auf.

## 2. Bundesliga Nord
Abschlusstabelle
| Platz | Mannschaft      | Spiele |
| ----- | --------------- | ------ |
| 1.    | BV Gifhorn      | 14     |
| 2.    | VfL Maschen     | 14     |
| 3.    | BVH Dorsten (N) | 14     |
| 4.    | BW Wittorf      | 14     |
| 5.    | TV Refrath      | 14     |
| 6.    | Bottroper BG    | 14     |
| 7.    | SG EBT Berlin 2 | 14     |
| 8.    | SSW Hamburg (N) | 14     |

## 2. Bundesliga Süd
Abschlusstabelle
| Platz | Mannschaft                  | Spiele |
| ----- | --------------------------- | ------ |
| 1.    | TSV Neubiberg-Ottobrunn (A) | 14     |
| 2.    | PTSV Rosenheim              | 14     |
| 3.    | SG Anspach                  | 14     |
| 4.    | 1. BC Bischmisheim 2        | 14     |
| 5.    | TSV Neuhausen-Nymphenburg   | 14     |
| 6.    | SG Robur Zittau (N)         | 14     |
| 7.    | TV Wehen                    | 14     |
| 8.    | 1. BCW Hütschenhausen (N)   | 14     |